# In the Red (album)
Albums de Crucified Barbara
The Midnight Chase
(2012)
Singles
1. Electric Sky
Sortie : 2014
2. To Kill a Man
Sortie : 2014
3. The Ghost Inside
Sortie : 2014

In the Red est le quatrième album studio du groupe de hard rock/heavy metal suédois Crucified Barbara. Il est sorti le 10 septembre 2014 sur le label Despotz Records.
Cet album a été enregistré à Göteborg dans les Music A Matic Studios et fut produit par Chip Kiesbye (Sator, The Hellacopters, Millencolin, etc.). Quelques overdubs ont été effectués à Stockholm à l'aide du studio mobile The planet of Noise Mobile Recording Unit.
Il est le dernier album du groupe, ce dernier se sépara en juin 2016.

## Liste des chansons
- Tous les titres sont signés par le groupe.

| No  | Titre                           | Durée |
| --- | ------------------------------- | ----- |
| 1.  | I Sell My Kids for Rock N’ Roll | 2:53  |
| 2.  | To Kill a Man                   | 3:20  |
| 3.  | Electric Sky                    | 3:56  |
| 4.  | The Ghost Inside                | 4:32  |
| 5.  | Don’t Call on Me                | 4:01  |
| 6.  | In the Red                      | 3:47  |
| 7.  | Lunatic #1                      | 3:10  |
| 8.  | Shadows                         | 3:25  |
| 9.  | Finders Keepers                 | 2:53  |
| 10. | Do You Want Me                  | 3:34  |
| 11. | Follow the Stream               | 3:45  |

## Musiciennes
- Mia Coldheart : chant, guitare solo et rythmique
- Klara Force : guitare rythmique, chœurs
- Ida Evileye : basse, chœurs
- Nicki Wicked : batterie, percussions, chœurs